# 국립박물관
국립박물관(國立博物館)은 국가에서 운영하는 박물관을 말한다. 다음 목록은 각 나라별 종합적인 주제를 전시하는 국립 박물관의 목록이다.

## 대한민국
- 국립중앙박물관
- 국립고궁박물관
- 국립공주박물관
- 국립광주박물관
- 국립경주박물관
- 국립김해박물관
- 국립나주박물관
- 국립대구박물관
- 국립부여박물관
- 국립익산박물관
- 국립일제강제동원역사관
- 국립전주박물관
- 국립제주박물관
- 국립진주박물관
- 국립청주박물관
- 국립춘천박물관
- 국립등대박물관
- 국립민속박물관
- 국립해양박물관

## 덴마크
- 국립박물관

## 브라질
- 국립박물관 (리우데자네이루)

## 영국
- 대영박물관

## 인도
- 국립박물관

## 일본
- 도쿄 국립박물관
- 교토 국립박물관
- 나라 국립박물관
- 규슈 국립박물관
- 국립서양미술관
- 도쿄 국립근대미술관
- 국립신미술관

## 중화인민공화국
- 중국국가박물관

## 중화민국
- 타이베이 국립고궁박물관

## 프랑스
- 루브르 박물관

## 같이 보기
- 국립 아카이브 목록